# アブヴィル
アブヴィル（Abbeville, フランス語発音: [abvil]）はフランス北部オー＝ド＝フランス地域圏ソンム県のアブヴィル郡にあるコミューン。アミアンから北西に45キロメートル、ソンム川河口から20キロメートル遡った地点に位置する。ソンム川最下流部の渡河点として中世より交通の要衝であった。

## 歴史
アブヴィルは9世紀に歴史に登場する。当時はサン＝リキエ修道院に所属していた。その後、ピカルディ地方を治めたポンテュー伯によって支配された。1836年には旧石器時代の遺構が見つかり、これに因んでアブヴィル文化という用語も存在する。
第二次世界大戦中の1940年5月21日、アブヴィルはドイツ国防軍の包囲を受けて陥落した。

## 見所
近代に至るまで中世からの風光明媚な市街地が残っていたが、第二次世界大戦の戦災によりそのほとんどが瓦礫の山となった。現在の市街地の大半は戦後再建されたものである。戦災を免れた名所、史跡としては
- サン＝ヴュルフラン教会 - 1488年より建設。ゴシック・フランボワイヤン様式。
- アブヴィルの鐘楼 - 1209年より建設。UNESCO世界遺産であるベルギーとフランスの鐘楼群に含まれている。
- サン＝セピュルクレ教会 - 11世紀より建設。ゴシック様式。
- 戦争記念碑（Monument aux morts） - 普仏戦争の犠牲を記念したもの。

## 出身者
- ローズ・ベルタン（モード商人） - アブヴィル出身。パリのフォーブール・サントノレ通り（fr）に仕立屋ないしブティック「Le Grand Mogol」を構え、のちマリー・アントワネット付き"ファッション大臣"。
- ニコラ・サンソン（地図製作者） - アブヴィル出身。フランス国王に仕えた地理学者。「フランスの地図製作の父」と呼ばれる。

## ギャラリー

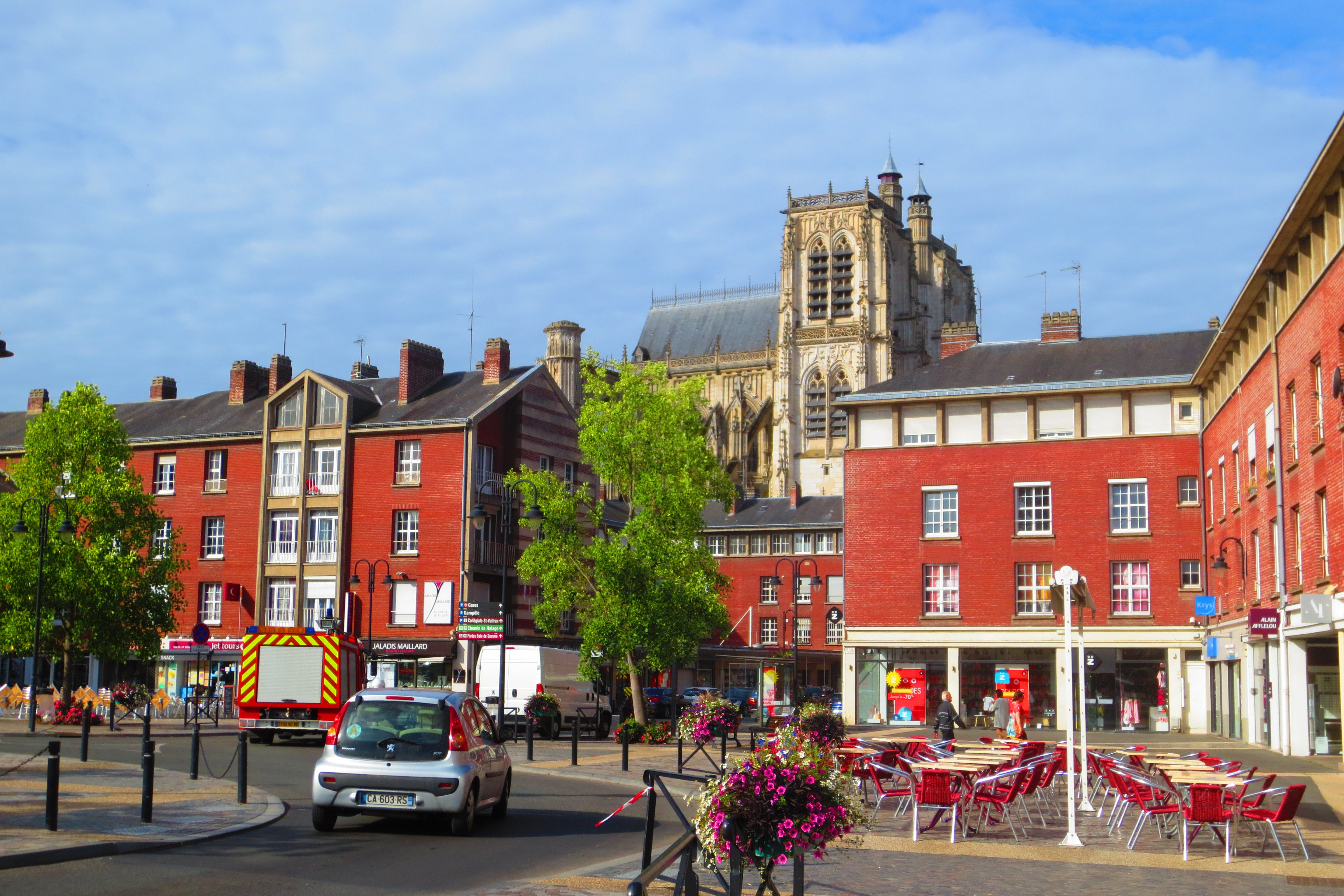
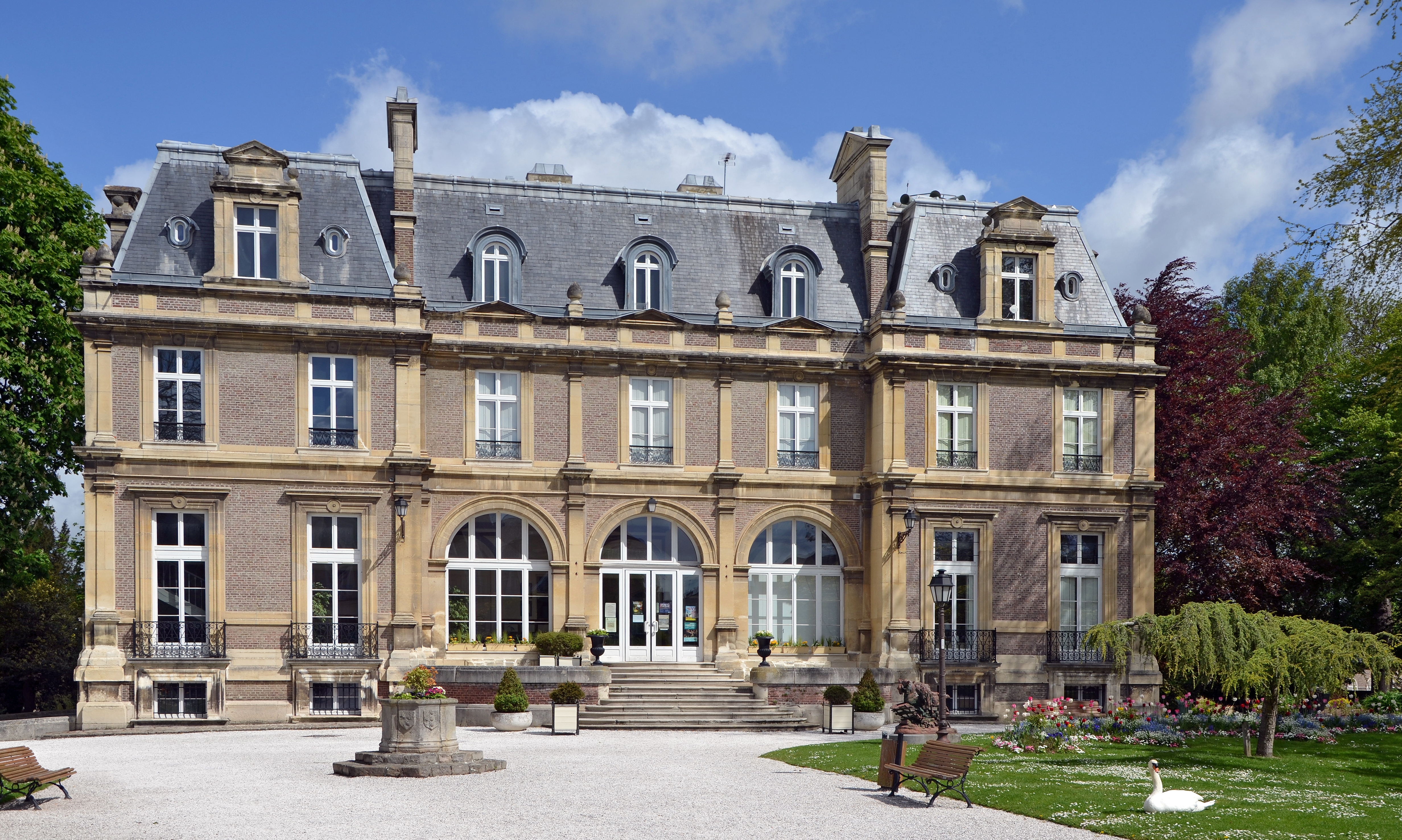
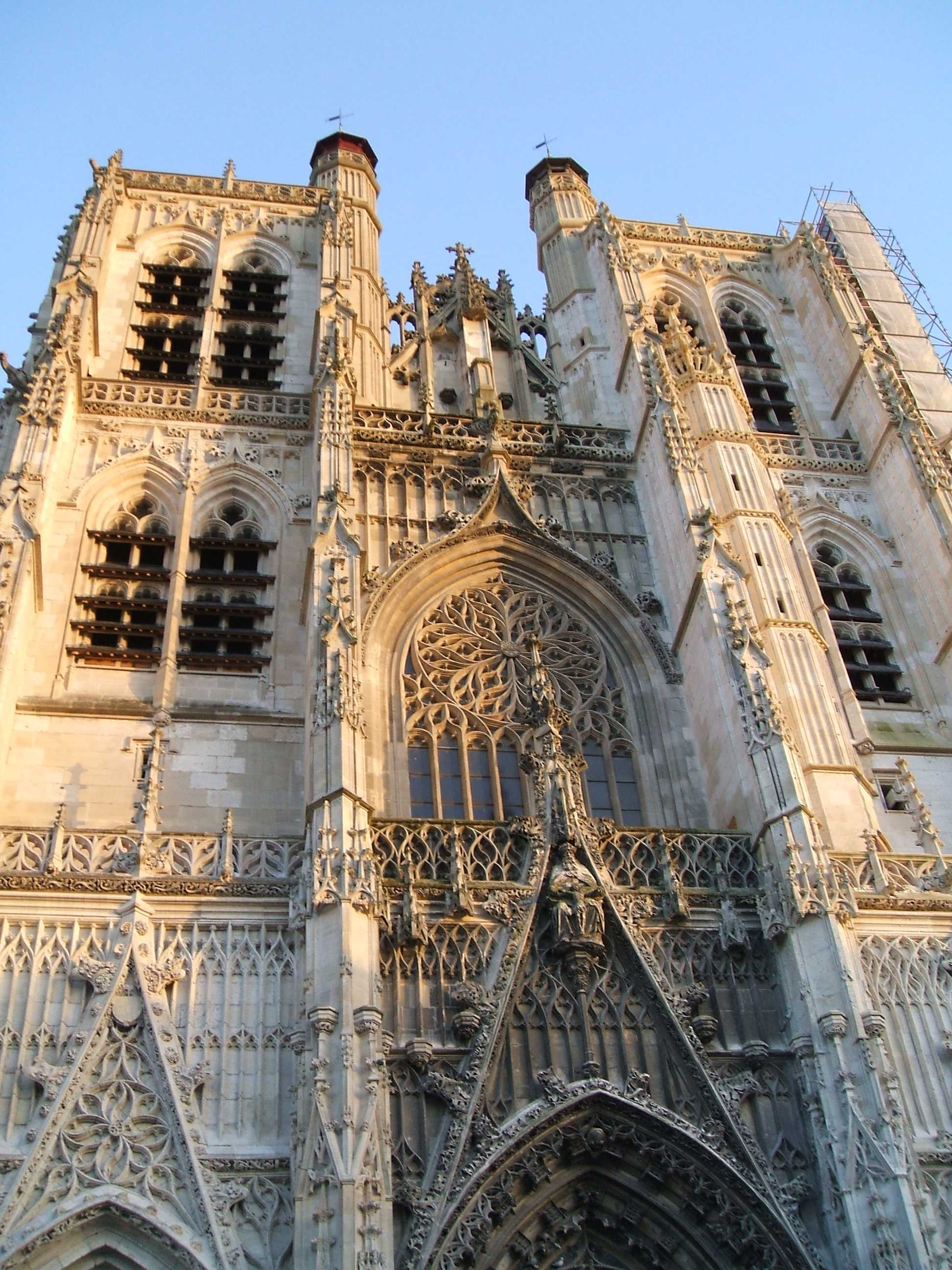
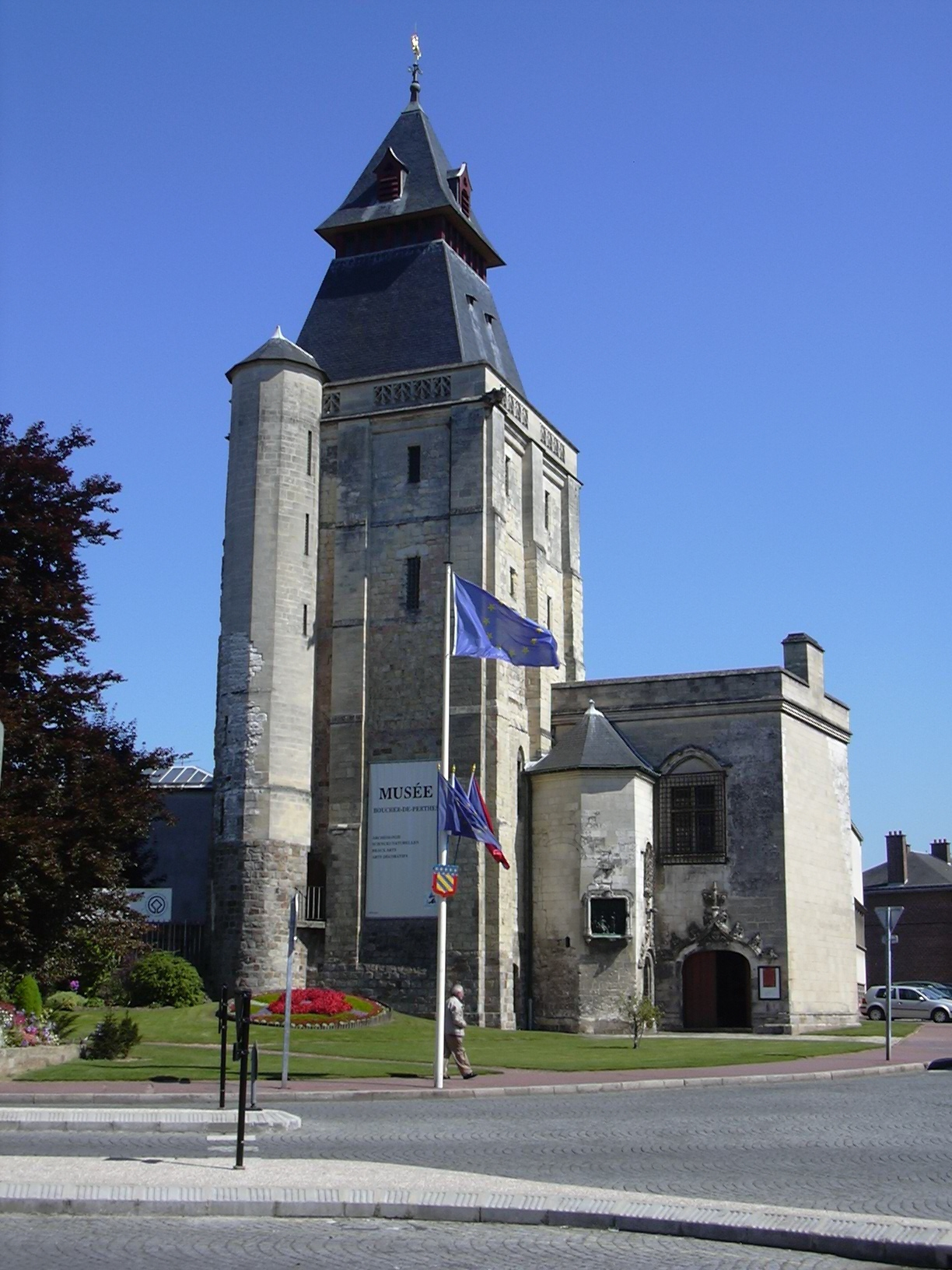
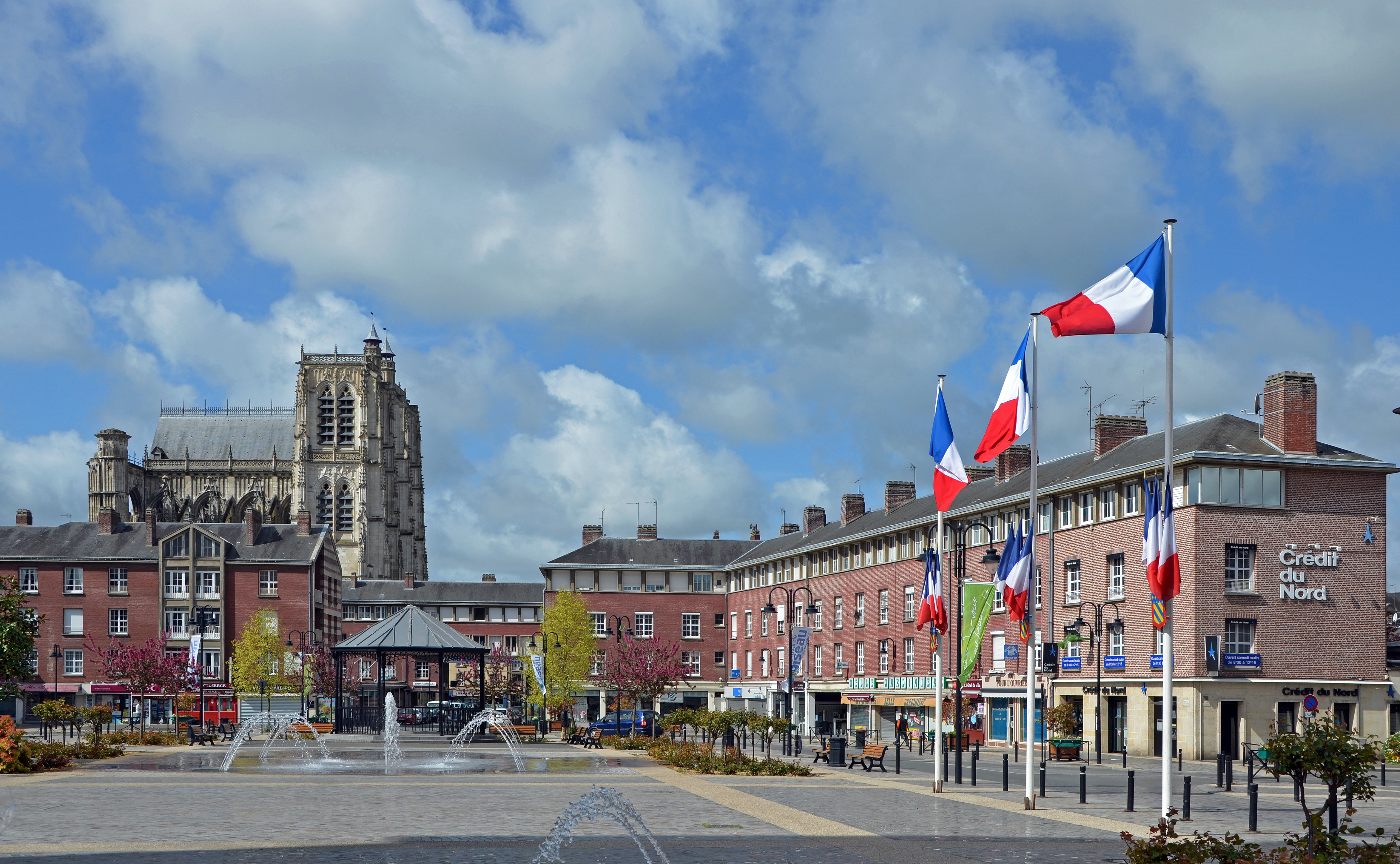